# Österreichischer Arbeitersängerbund

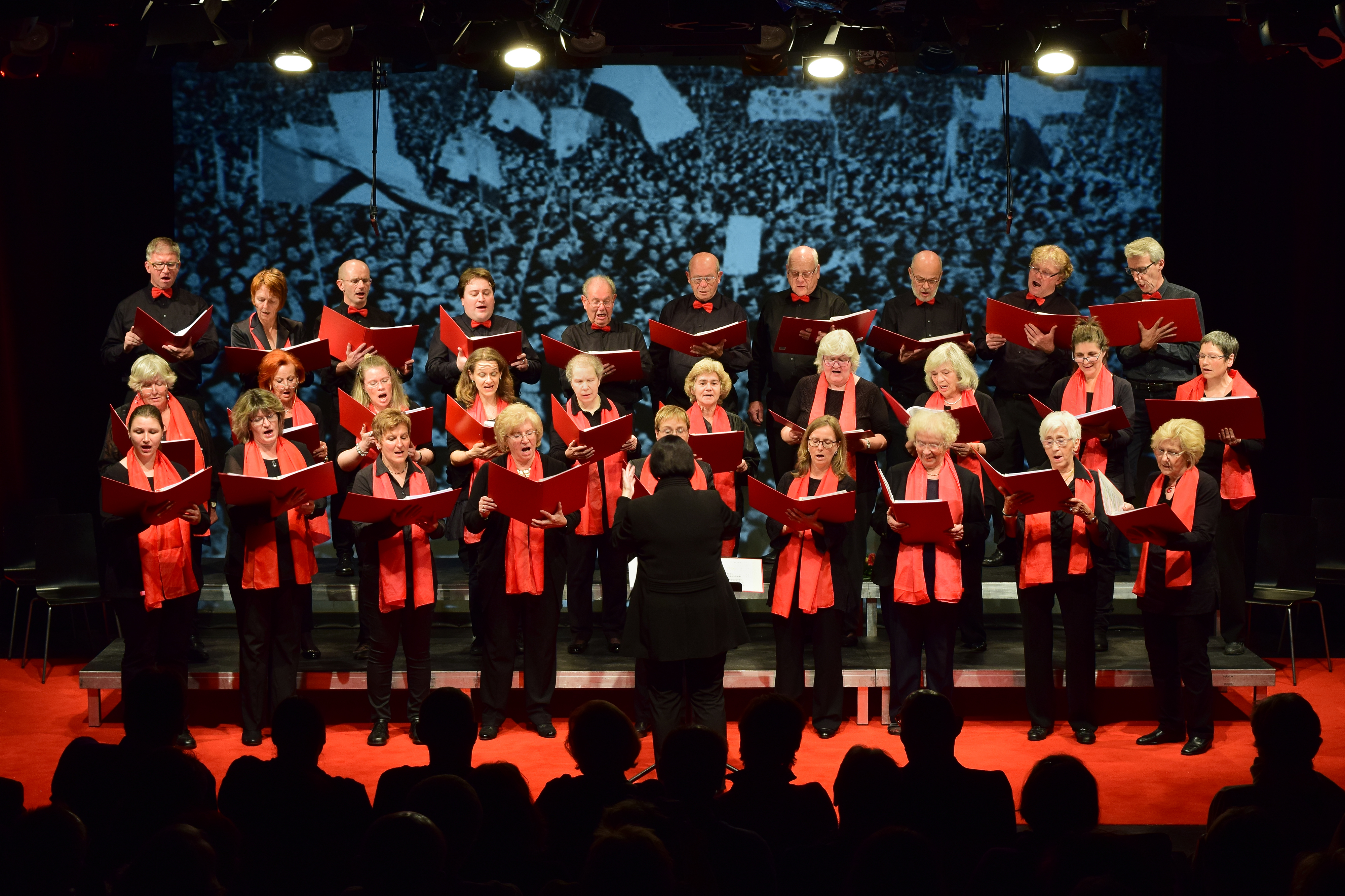
Projektchor des Wiener Arbeitersängerbundes beim Festkonzert anlässlich 125 Jahre ÖASB

Der Österreichische Arbeitersängerbund (ÖASB) war der Verband der Arbeitergesangsvereine und ist heute der Dachverband der sieben Länderorganisationen.
Ab etwa 1860 entstanden erste Arbeitergesangsvereine auf dem Boden der Donaumonarchie, oft im Zusammenhang mit Arbeiterbildungsvereinen. Sie waren zunächst vorrangig der Geselligkeit gewidmet, in den 1870er und 1880er Jahren kam es aber zu einer Politisierung. Mit der Gründung der SDAP Anfang 1898 fand ein Aufschwung statt. Unter Führung der „Freien Typographia“ wurde am 20. Dezember 1891 der „Verband der Arbeitergesangvereine Niederösterreichs“ als Dachorganisation mehrerer der Sozialdemokratie nahestehender Chöre gegründet. Ab der Jahrhundertwende gab es einen „Reichsverband der Arbeitergesangsvereine Österreichs“, der ab 1902 die Arbeitersänger-Zeitung als Vereinsorgan herausbrachte. 1906 zählte der Verband 108 Mitgliedsvereine mit insgesamt 3.503 Mitgliedern.
Nach dem Ende des Ersten Weltkriegs kam es zunächst zu einem raschen Wachstum der Vereins- und Mitgliederzahlen. 1922 zählte der „Reichsverband“ über 339 Vereine mit fast 12.000 Mitgliedern, davon etwa ein Viertel in Wien. 1925 trat der von Anton Webern geleitete Singverein der sozialdemokratischen Kunststelle dem Verband bei. 1923 wurde der Verbandsname in „Österreichischer Arbeiter-Sängerbund“ (ÖASB) geändert.
An der Feier „60 Jahre Lied der Arbeit“ am 5. August 1928 auf der Jesuitenwiese im Prater nahmen 102 Vereine und über 5.000 Sänger und Sängerinnen teil.
Das Fest zum vierzigjährigen Bestehen des Arbeitersängerbunds Alsergrund am 8. Oktober 1933 im Wiener Praterstadion war die letzte öffentliche Großveranstaltung der Wiener Sozialdemokratie. Der ÖASB wurde 1934 aufgelöst und 1946 neu gegründet. 1994 umfasste der Bund 125 Vereine mit 2.960 Sängern.
Der Wiener Arbeitersängerbund eröffnet seit 2004 den jährlich am 12. Februar im Rabenhoftheater stattfindenden Protestsongcontest.
Sein 125-jähriges Bestehen feierte der ÖASB vom 13. bis 15. Mai 2016 mit einem Bundessängerfest unter dem Motto Singen baut Brücken in Bruck an der Mur, an dem 32 Arbeiterchöre mit insgesamt 800 Sängerinnen und Sängern aus ganz Österreich sowie Gästen aus Tschechien und Slowenien teilnahmen. Besonderer Höhepunkt der Veranstaltung war die musikalische Uraufführung von Brechts Koloman-Wallisch-Kantate, die der ÖASB durch acht Komponisten vertonen ließ. Unterstützt wurden die Chöre vom Savaria Symphonieorchester aus Szombathely sowie den Solisten Martina Otasek (Alt), Herbert Tomaschek (Bass), Susanna Kopeinig (Sopran) und Alexander Kaimbacher (Tenor).